# Godzilla Island
Godzilla Island (ゴジラアイランド?, Gojira Airando) è una serie televisiva spin-off dei film di Godzilla. È stata presentata in anteprima il 6 ottobre 1997, ed è andata in onda, per un totale di 256 episodi della durata di tre minuti l'uno, fino al 30 settembre 1998.

## Mostri
- Godzilla
- Godzilla Junior
- Angilas
- Rodan
- Mothra
- Baragon
- Gorosaurus
- Re Sisar
- Mechagodzilla
- Jet Jaguar
- Moguera
- King Ghidorah
- Mecha-King Ghidorah
- Gigan
- Megalon
- Battra
- Destoroyah
- SpaceGodzilla
- Kamacuras
- Hydrax
- Dogora
- Dororin
- Gororin

## Marketing
La Bandai realizzò un numero insolitamente elevato di giocattoli collegati a questa serie, perché la serie venne creata utilizzando action figure.